# DRAFD
DRAFD (Verband Deutscher in der Résistance, in den Streitkräften der Antihitlerkoalition und der Bewegung „Freies Deutschland“ e. V.) war ein Verein, der als erste gesamtdeutsche Organisation der Antifaschisten in Frankfurt am Main am 26. Mai 1992 von Mitgliedern der Arbeitsgruppe der bewaffneten Kämpfer in den Reihen der Antihitlerkoalition und der Partisanenverbände der DDR und der Interessengemeinschaft ehemaliger deutscher Widerstandskämpfer in den vom Faschismus okkupierten Ländern (IEDW) gegründet wurde.
Der Verein hatte im Jahr 1995 rund 250 Mitglieder und galt als überaltert, so dass einige Jahre später die Anzahl der Mitglieder „dramatisch gesunken war.“ Daher wurde am 1. April 2011 eine Verschmelzung mit der Vereinigung der Verfolgten des Naziregimes – Bund der Antifaschistinnen und Antifaschisten (VVN–BdA) vollzogen.
Das DRAFD-Wiki enthält 1600 Biografien und beruht auf dem Biografischen Lexikon Gegen Hitler. Deutsche in der Résistance, in den Streitkräften der Antihitlerkoalition und der Bewegung »Freies Deutschland«
Nach der Auflösung des Vereins wurden die Archivalien der Gedenkstätte Deutscher Widerstand übergeben.

## Mitglieder
Mitglieder des Verbandes waren vor allem ehemalige Kämpfer in der Résistance, Personen, die als Deutsche im Zweiten Weltkrieg in der Roten Armee oder den Britischen Streitkräften dienten, ehemalige Spanienkämpfer der Internationalen Brigaden und Mitglieder des Nationalkomitees Freies Deutschland bzw. des Bundes Deutscher Offiziere sowie Nachkommen dieses Personenkreises.
Verstorbene Mitglieder:
- Gottfried Hamacher (1916–2006), Mitbegründer des DRAFD
- Ernst Melis (1909–2007), Vorsitzender des DRAFD von 1990 bis 2007
- Dora Schaul (1913–1999), wirkte in der  Résistance
- Bernt von Kügelgen (1914–2002), arbeitete beim DRAFD seit 1992 mit.[3]
- Stefan Doernberg (1924–2010), von 2008 bis 2010 Vorsitzender des DRAFD[7]
- Alphonse Kahn (1908–1985), Résistance-Kämpfer
- Peter Gingold (1916–2006), Résistance-Kämpfer
- Kurt Hälker (1922–2010), Résistance-Kämpfer
- Gerhard Leo (1923–2009), Résistance-Kämpfer, Journalist, publizierte mit dem Verein[8]
- Hermann-Ernst Schauer (1923–2011), Kulturwissenschaftler
- Moritz Mebel (1923–2021), 1941 bis 1947 Kämpfer in der Roten Armee
- Hans Heisel (1922–2012), Résistance-Kämpfer
- Heinrich von Einsiedel (1921–2007), Vize-Präsident und Frontbeauftragter des Nationalkomitees Freies Deutschland
- Hanna Podymachina (1924–2013), Leutnant der Roten Armee[9]